# Aedes assamensis
Aedes assamensis är en tvåvingeart som först beskrevs av Theobald 1908.  Aedes assamensis ingår i släktet Aedes och familjen stickmyggor. Inga underarter finns listade i Catalogue of Life.